# Astis
Astis ist eine französische Gemeinde mit 350 Einwohnern (Stand 1. Januar 2022) im Département Pyrénées-Atlantiques in der Region Nouvelle-Aquitaine (vor 2016: Aquitanien). Die Gemeinde gehört zum Arrondissement Pau und zum Kanton Terres des Luys et Coteaux du Vic-Bilh (bis 2015: Kanton Thèze).
Die Einwohner werden Astisiens und Astisiennes genannt.

## Geographie
Astis liegt ca. 20 km nördlich von Pau in der Region Vic-Bilh des Béarns auf einer Hochfläche in Höhe von ca. 200 m.
Umgeben wird der Ort von den Nachbargemeinden:
| Argelos         | Auriac                                      |              |
|                 | Kompassrose, die auf Nachbargemeinden zeigt |              |
| Navailles-Angos | Saint-Armou                                 | Lasclaveries |

Astis liegt im Einzugsgebiet des Adours. Sein Zufluss, der Luy, strömt an der östlichen Gemeindegrenze vorbei. Dessen Zufluss, der Basta, entspringt im Gemeindegebiet.

## Geschichte
An der Mündung eines Baches in den Luy am östlichen Rand des Gemeindegebiets sind Reste eines befestigten Lagers zu erkennen, genannt „Camp de la Motte“. Die Eigenschaften des Erdhügels an der Stelle lassen auf die Datierung 12. oder 13. Jahrhundert schließen. Der große Umfang lässt aber auch die Möglichkeit zu, dass das Lager prähistorischen Ursprungs ist. Das Lager ist als „La Motte“ auf der Carte de Cassini im 18. Jahrhundert verzeichnet.
Paul Raymond, Archivar und Historiker des 19. Jahrhunderts, notierte die Erwähnung der Siedlung unter dem Namen Estis im Jahre 1385 anlässlich einer Volkszählung im Béarn.
Der Baron von Navailles besaß das Lehen von Astis im Mittelalter und übte die Justiz aus. Es gab ein Laienkloster, dessen Besitzer den Zehnt erhielt und gewisse kirchliche Rechte innehatte (z. B. Stammplatz im Chor der Kirche, erster Platz in Prozessionen, eine private Kapelle, Grabstätte in der Kirche). Das Laienkloster wurde offensichtlich mehrfach geteilt, da sich 1734 mehrere Personen als Abt von Astis bezeichneten.

### Einwohnerentwicklung
Nach dem Höhepunkt von 232 Einwohnern in der Mitte des 19. Jahrhunderts hat sich die Zahl bis zu den 1970er Jahren mehr als halbiert. Durch die Nähe zu Pau erfuhr die Einwohnerentwicklung seitdem eine enorme Dynamik und stieg um mehr als das Dreifache.
| Jahr      | 1962 | 1968 | 1975 | 1982 | 1990 | 1999 | 2006 | 2009 | 2022 |
| --------- | ---- | ---- | ---- | ---- | ---- | ---- | ---- | ---- | ---- |
| Einwohner | 111  | 101  | 98   | 163  | 198  | 266  | 292  | 296  | 350  |

## Sehenswürdigkeiten

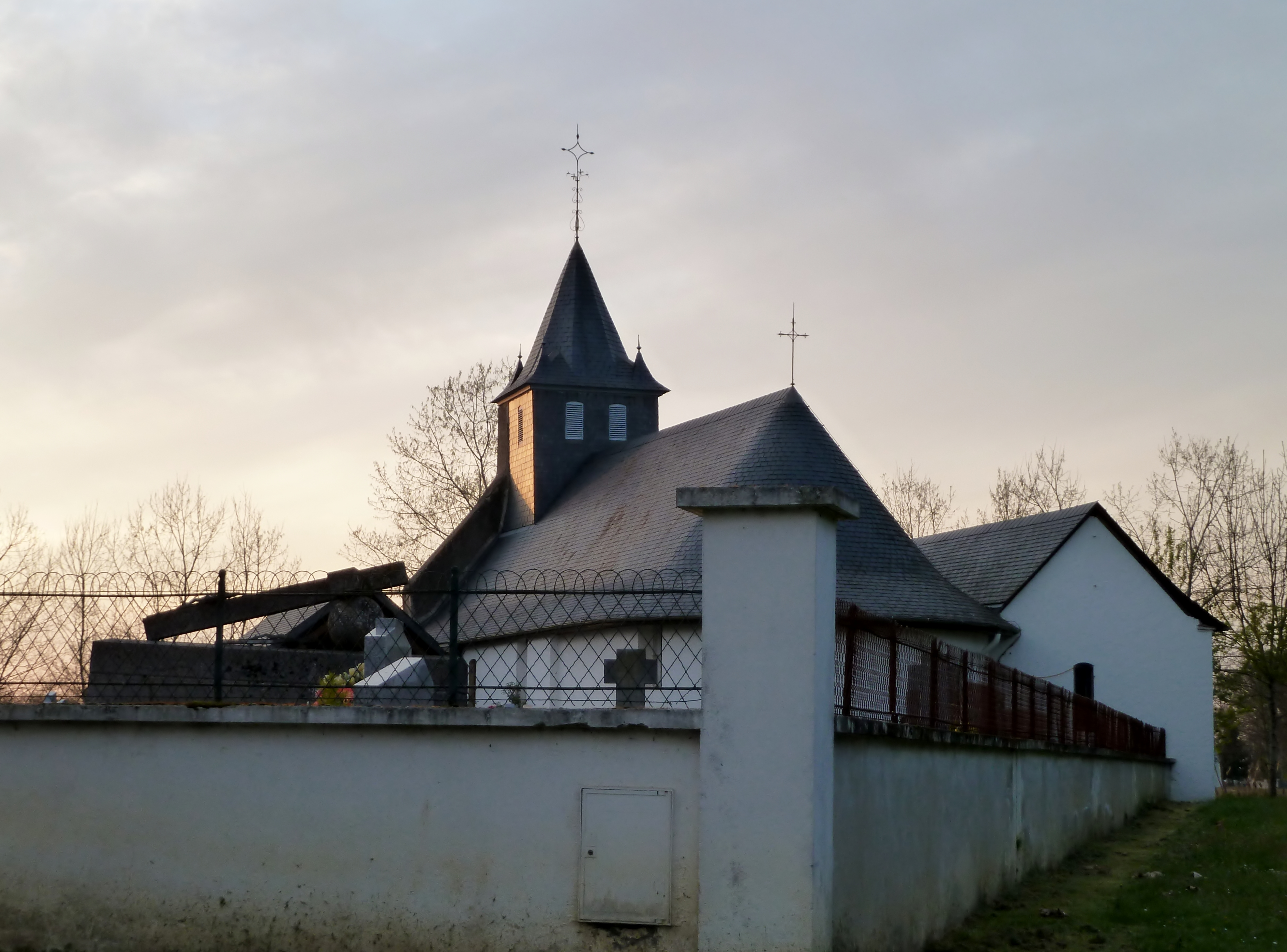
Ortskirche Saint-Jean-Baptiste

- Ortskirche Saint-Jean-Baptiste, gewidmet Johannes dem Täufer. Die im 12. Jahrhundert erbaute Kirche hat ihren romanischen Grundriss erhalten und besitzt ein Eingangsportal in Form eines Rundbogens, der später hinzugekommen ist. Die Glocke aus Bronze stammt aus dem Jahr 1591. Sie ist mit Punkten und Schwertlilien verziert und trägt die Inschrift „NOBLRE IEAN D CAUMONT SEIGVER D BLACHON“, die den Lehnsherrn Jean de Caumont nennt. Das Innere des Gotteshauses enthält viele Objekte, die als nationale Kulturgüter registriert sind.[9][10]

## Wirtschaft und Infrastruktur

### Verkehr
Astis wird durchquert von den Routes départementales 39 und 834, der ehemaligen Route nationale 134.
Eine Buslinie des TER Aquitaine, einer Regionalbahn der staatlichen SNCF, verbindet die Gemeinde mit Pau und Mont-de-Marsan über Aire-sur-l’Adour, eine weitere Buslinie des TER Aquitaine verbindet die Gemeinde mit Pau und Agen über Aire-sur-l’Adour.